# Mumble Rumble
Le Mumble Rumble sono un gruppo musicale alternative rock italiano formato a Bologna nel 1990. Caratterizzato da una formazione esclusivamente al femminile, la loro musica viene definita come una miscela di rock, emo-core, noise rock, heavy metal e musica sperimentale. Prendono il nome dal mondo dei fumetti, dove Mumble è un'espressione generalmente associata a un personaggio pensante, mentre Rumble identifica un'azione vigorosa.

## Storia

### 1990-1993: Arezzo Wave e le cassette
Il gruppo nacque a Bologna nel 1990 dall'incontro di alcune componenti delle formazioni (sempre al femminile) Something Weird e Baby Dolls, la loro base iniziale era al Casalone. Si esibirono per la prima volta l'anno successivo in occasione di una manifestazione contro la Guerra del Golfo, autoprodussero una demo contenente anche registrazioni dal vivo del concerto al Youth Centre Cavalazzi del marzo 1991.
Nel 1992 vinsero l'Arezzo Wave festival, esibendosi dal vivo nel palco principale con diretta televisiva curata da Videomusic. Il loro brano Eli-capture venne poi incluso nella compilation del festival Arezzo Wave '92 (EMI, 1993), a cui seguì il tour Arezzo Wave on the rocks, da cui fu tratta la compilazione omonima. Sempre nel 1992 fecero una apparizione a Post Cards, trasmissione televisiva in onda su Videomusic.
Nel 1993 entrò nella band Roberta Vicinelli (in seguito nei Disciplinatha) e con la nuova formazione autoprodussero l'omonima cassetta registrata a febbraio presso lo Scandellara Studio.

### 1994-2000: daKapowaRicordaredimenticare
Nel 1994 uscì per Aaargh Records il loro primo lavoro intitolato Kapow che vedeva la produzione artistica dei Technogod. Il disco trattava tematiche come stupro, violenza sulle donne e potere dei mass-media. Durante i tour successivi, le Mumble Rumble aprirono a Verona, il 21 giugno 1995, ai Fugazi, il 14 giugno 1995 ai Motorhead al Velvet di Rimini e il 26 giugno 1995 ai NoFX nel contesto della manifestazione Made in Bo. Il disco fu anche presentato al programma Segnali di fumo condotto da Paola Maugeri su Videomusic.
Nel 1996 aprirono e chiusero la manifestazione Adidas Street Ball Challenge, conclusasi il 6 settembre alle Terme di Caracalla. Il 14 luglio 1996 parteciparono al Beach Boom Rock Festival di Jesolo assieme a Fu Manchu, Ozric Tentacles, House of Pain, Ritmo tribale. Entrarono poi in studio per lavorare al loro secondo album Ricordaredimenticare, registrato nei Mauer Studios di Trofarello. Il disco presentava sonorità molto energiche e chitarre taglienti che generavano atmosfere tra metal e noise rock dagli accenti lirici. Il brano Ricordaredimenticare sarà incluso nella compilation Il meglio del MEI (Vitaminic). In questo primo periodo la band veniva spesso definita dalla critica nazionale come gruppo Riot grrrl, generando così il rifiuto dell'accostamento da parte delle Mumble Rumble, che oltre a definirlo improprio geograficamente e anagraficamente, sottolineavano la fatica della critica italiana "ad immaginare che possano esserci delle realtà originali e non esclusivamente delle fotocopie di band straniere"
Nel 1998 la band venne invitata nella trasmissione televisiva Com'è di TELE+, dove eseguirono il brano Tu sei

### 2000-in poi: DaTrediciaInsidious Inside
Il 13 giugno 2003 parteciparono all'Heineken Jammin' Festival. Il 2 settembre 2004, nel contesto dell'Estragon Summer Festival, aprirono il concerto dei Linea 77 e parteciparono come guest star al Nonsolorock Festival. Il brano Specie venne incluso nella compilation della rassegna. L'anno seguente la band vinse il progetto I-ndipendente - The New Wave of Independent Italian Music col brano Clematis incluso nell'omonima compilation.
Nel 2007 entrarono in studio al Jungle Sound di Milano per registrare il terzo album intitolato Tredici (Latlantide/EMI, 2008), un disco decisamente meno scuro dei precedenti, che conserva ritmiche sostenute e testi spesso privi di narrazione. Il brano Global War entrò nella compilation Dal profondo (Latlantide/Giucar). Il singolo che lancia l'album Tredici, Clematis, è inserito nella compilation on-line Freschi per davvero del settimanale di Repubblica XL. Il brano This empty heart entra nella colonna sonora del cortometraggio Con le mie mani di Laura de Sanctis, contro la violenza sulle donne.
Nel 2011 il libro Le ragazze del rock (ed. Sonic Press) scritto da Jessica Dainese le nomina "tra le più significative delle nuove band al femminile [...] sono state le prime ad avere una buona esposizione in ambito nazionale e non solo locale e a riscuotere molta attenzione da parte del pubblico e dei media". Il brano Global War verrà scelto per la compilation Le ragazze del rock che include alcune band nominate nel libro. L'anno dopo Oderso Rubini definisce la loro musica: "un punk rock ruvido, tagliente e più che convincente" nel volume Largo all'avanguardia (ed. Sonic Press), nel quale ripercorre la loro storia e la loro carriera.  Nel 2013 sulla rivista Vanity Fair, a causa di un'omonimia, il ruolo di bassista delle Mumble Rumble è stato attribuito alla figlia della giornalista Milena Gabanelli. Questa svista ha causato curiose ripercussioni su altri articoli relativi alla Gabanelli dove addirittura il ruolo di bassista è attribuito alla giornalista stessa. Nel libro autobiografico Storie di un aspirante rockstar (Pendragon) scritto da Cosimo Mauro, ex bassista nella formazione crossover Magilla, le Mumble Rumble vengono nominate a lungo. Dedica loro una voce il libro Cachemir et le meilleur du rock féminin di Michel Allou, uscito il 24 ottobre 2017 per Edilivre (Saint-Denis, Paris) e che si pone l'obiettivo di classificare i migliori gruppi rock femminili internazionali. "La musique forte, sensuelle, énergique, rationnelle et passionnée ensemble", scrive Allou, "un mélange de rock-emo-core-bruit-punk-métal-expérimentation"
Il quarto album, dal titolo Insidious Inside, registrato al Morphing Studio (Bologna) mixato da Cristiano Santini dei Disciplinatha e masterizzato da Giovanni Versari (Vincitore del Grammy Award 2016 Best Album Rock con Drones della band britannica Muse) è uscito 18 maggio 2018. Se una particolarità delle Mumble Rumble era sempre stata quella di mescolare brani in lingua italiana ad altri in inglese, qua appare anche un brano in tedesco. Nei concerti che seguirono il disco, il 10 agosto 2018 hanno aperto il concerto degli Almamegretta alla Rocchetta Mattei mentre il 15 febbraio 2019 hanno aperto il live all'Estragon di Bologna delle Pussy Riot.
Nel 2021 sono state inserite nella Sala della Musica, un percorso espositivo permanente dedicato alla storia della popular music in relazione alla città di Bologna, riconosciuta dall'UNESCO come città della musica. Dedica loro una voce Laura Pescatori nel suo libro Femita - Femmine rock dello Stivale, una mappatura del rock femminile italiano, e un capitolo Lucio Mazzi  nel suo libro Just like a woman dedicato alle protagoniste del mondo della musica.

## Formazione

### Formazione attuale
- Meltea Keller - voce (2014 - presente)
- Tiziana Govoni - chitarra (1990 - presente)
- Camilla Boschieri - basso (2024 - presente)
- Cristina Atzori - batteria (1990 - presente)

### Ex componenti
- Alice Montanari - voce (1990-1996)
- Stefania Centonze - voce (1996-2001)
- Simona de Sanctis - voce (1995 ; 2001 -2014)
- Elisena Canelli - chitarra ritmica (1990 - 1996)
- Claudia Giovannini - basso (1990-1992 ; 1996-2000)
- Roberta Vicinelli - basso (1992- 1996)
- Giulia Bottazzi - basso (2000-2014)
- Erica Martini - basso (2014 - 2019)
- Martina Mandini - basso (2020 - 2023)

## Discografia

### Album in studio
- 1994 - Kapow
- 1999 - Ricordaredimenticare
- 2008 - Tredici
- 2018 - Insidious Inside

### Demo
- 1991 - Mumble Rumble
- 1993 - Mumble Rumble